# Хафун
Хафун или Рас Хафун (на сомалийски: Xaafuun) е полуостров в североизточната част на Сомалия. Това е най-източната част на континента Африка.
Той представлява 40 km продължение на континента навътре в Индийския океан. Полуостровът е част от регион Бари на Сомалия. Има ширина 1 – 3 km и средна височина 5 m. Най-близкото населено място е рибарското селище Хафун с население около 5000 жители.
Смята се, че в района на носа е бил изграден древният търговски център Опоне. Той се споменава за първи път през 1 век от анонимен гръцки търговец. Районът е бил важен търговски център за износ на канела, карамфил, редки кожи и слонова кост. Активно е развивана търговия с Древна Гърция, Рим, Древен Египет, Персийския залив и страните от Средна и Югоизточна Азия.
Днес жителите на района разчитат единствено на риболов. В края на 2004 г. цунами, възникнало в резултат на земетресението в Инонезия, разрушава стотици жилища, а около 160 души се водят безследно изчезнали.